# Hideo Osabe
Hideo Osabe (長部日出雄, Osabe Hideo, né le 3 septembre 1934 et mort le 18 octobre 2018) est un écrivain japonais, auteur de romans et d'essais sur le cinéma et sur Osamu Dazai. Il est lauréat du prestigieux prix Naoki en 1973 pour Tsugaru jongara bunshi et Tsugaru yosare bushi et du prix Jirō Osaragi en 2002 pour Sakurambo to kirisuto: Mō hitotsu no Dazai Osamu-den (桜桃とキリスト もう一つの太宰治伝). Il est originaire d'Hirosaki dans la préfecture d'Aomori, également lieu de naissance de Dazai. Il a réalisé un film consacré à un joueur de shamisen. Il est honoré d'une médaille honorifique du Japon (avec le ruban pourpre pour ses contributions à l'éducation et à la culture) en 2002.

### Fiction
- Tsugaru jongara bunshi
- Tsugaru yosare bushi
- Tenno no Tanjo, Eigateki Kojiki

### Essai
- Cherry and Christ, une autre histoire d'Osamu Dazai

## Filmographie
- 1989 : Festival du rêve (夢の祭り, Yume no matsuri?) (réalisateur et scénariste)[4] : film consacré à un joueur de shamisen